# 翁维亚
翁维亚，英文名：Donna Weng Friedman，1959年出生，美籍华人钢琴演奏家、教师，现任教于美国普林斯顿大学，曾受邀弹奏于美国及世界多国演奏会。并因发明钢琴教学的手机软件“蜜蜂飞旅”(Flight of the Bumblebee)而知名。

## 生平
1959年生于美国纽约，祖籍浙江鄞县(今属宁波市海曙区)，出自石塘翁氏，伯曾祖父翁文灏为国府行宪后首任行政院长、中国地质学之父，曾祖父翁文濤为国府外交官，父亲翁心梓为美国总统顾问，母亲李道基为清末名臣李鸿章曾孙女。是家中独女，出生时名唐娜·李·翁(Donna Lee Weng)，后嫁美国人弗里曼而从夫姓作唐娜·翁·弗里曼(Donna Weng Friedman)，有一子一女，均是普林斯顿大学校友。
1966年年仅7岁学弹钢琴。7岁即入学美国音乐界最高学府茱莉亚学院之学前部门，超前学习钢琴演奏。后入普林斯顿大学音乐系，毕业获得文学士学位，因成绩优异在毕业典礼时受邀钢琴演奏。再入茱莉亚学院继续深造钢琴演奏，获得音乐硕士学位。指导导师为美国著名女钢琴演奏大师阿黛勒·玛库斯。因夺得在犹他州盐湖城举办的吉娜·巴豪尔国际钢琴演奏赛头奖而一举成名。后又师从奥地利裔美国著名小提琴演奏家菲列克斯·嘉利米尔，学习室内乐。师从法国著名演奏家娜迪亚·布朗热，学习钢琴作曲。与罗马尼亚钢琴演奏家拉杜·卢普，研讨切磋钢琴演技。

## 钢琴演奏
翁早在1976年11岁时即在费城登台独奏。历任亚特兰大交响乐团、上海交响乐团、费城管弦乐团、新泽西交响乐团等国际著名乐团的钢琴独奏家。并曾在亚洲(中国)、南美、欧洲、美国国内巡回演奏。曾在纽约卡内基大厅、林肯中心、卡拉莫尔夏季音乐节，上海音乐厅，佛罗里达州之弗拉格勒博物馆、法国巴黎之国立网球场现代美术馆、美属维京岛圣托马斯的泰尔特庄园(Tillett Gardens)等名胜独奏。
翁并任美国纽约圣陆克乐团、卡内基中心、莫金音乐厅客座钢琴演奏家。并曾于中国北京、上海钢琴演奏大师班教授钢琴演奏。现亦任教于普林斯顿大学音乐系。1989年起任纽约新學院兼职教授。曾于美国單簧管演奏家大卫·施凤瑞、小提琴演奏家保罗·纽保尔，大提琴演奏家卡特·布雷紧密合作。
翁的演奏风格曾被《费城询问报》赞为“激烈而直抒胸臆的，广泛融合现代高科技，并对钢琴动力有超凡的掌控”。翁是数部电影、纪录片的音乐指导和演作者，包括《生命火焰》(Frames of Life)，《生在自由中》(Living Liberty)和关于美国摄影大师莫里斯·恩格尔生平的纪录片。2008年8月，受邀在美国纽约时装周钢琴演奏。翁亦受邀任2010年上海世博会音乐艺术总监。

## 荣誉
曾获得：
- 罗伯特·阿姆斯特朗纪念奖(Robert Armstrong Memorial Award)
- 普林斯顿大学大学学者(University Scholar)，为学生在该大学最高学术荣誉
- 普林斯顿大学萨克斯奖学金(Sachs Scholarship Award)[14]
- 吉娜·巴豪尔国际钢琴演奏奖
- 茱莉亚学院威廉·帕兹切克奖(William Petschek Award)

## 相似人物
- 马友友：祖籍鄞县美籍华人大提琴演奏家
- 盛宗亮：祖籍镇海美籍华人小提琴演奏家